# Álvaro Mejía
Álvaro Mejía Castrillón (Santa Rosa de Cabal, 19 gennaio 1967) è un ex ciclista su strada colombiano.
Professionista dal 1989 al 1997, si aggiudicò la classifica giovani al Tour de France 1991 e la Volta Ciclista a Catalunya nel 1993.

## Carriera

### 1987-1990: gli esordi e il debutto in Europa
Fra il 1987 e il 1989, tra le file della squadra colombiana Postóbon-Manzana, si mise in luce nelle corse a tappe open del proprio paese – come il Clásico RCN e la Vuelta a Colombia, con vittorie di tappe e nella classifica generale – ma anche nelle competizioni spagnole, con il terzo posto nel Trofeo Masferrer e il quinto nella Setmana Catalana del 1989.
Nel 1990, con la stessa formazione, partecipò alla Vuelta a España: nella corsa spagnola arrivò diciassettesimo nella classifica generale, oltre a concludere secondo sia nella classifica degli scalatori (dietro al connazionale Martín Farfán) che nell'undicesima tappa, battuto dallo spagnolo Carlos Hernández. Quell'anno fu inoltre al via del Critérium du Dauphiné Libéré, competizione che concluse sul gradino più basso del podio riuscendo anche a vincere una tappa e la classifica dei giovani.

### 1991-1993: le prestazioni al Tour de France
Nel 1991 partecipò al Tour de France, dove chiuse al diciannovesimo posto, riuscendo oltretutto ad aggiudicarsi la maglia bianca, simbolo della speciale classifica dedicata ai giovani. Sempre in quella stagione prese parte ai Campionati del mondo di Stoccarda, dove nella volata a quattro con Gianni Bugno, Steven Rooks e Miguel Indurain fu quarto. Fra gli altri risultati spiccano la vittoria nella Vuelta a Galicia e il quarto posto nella Volta Ciclista a Catalunya.
L'anno dopo sfiorò nuovamente il successo alla Vuelta a España, arrivando secondo nella sedicesima tappa dietro l'olandese Tom Cordes; sempre in Spagna vinse la Vuelta a Murcia, ottenendo poi altri successi in corse colombiane. Nel 1993 prese parte al suo primo Giro d'Italia, ma concluse lontano dalle prime posizioni.
Fu invece in evidenza al Tour de France 1993. In quell'edizione della Grande Boucle, dopo il secondo posto nella frazione di Serre Chevalier, dietro a Tony Rominger ma davanti a Indurain e Jaskuła, si classifico infatti al quarto posto assoluto, ottenendo il suo miglior risultato in una grande corsa a tappe. In settembre vinse poi la Volta Ciclista a Catalunya, mentre in stagione fu anche quarto nell'Escalada a Montjuïc e terzo nella Vuelta a Galicia.

### 1994-1997: gli ultimi anni
Nel 1994 prese parte nuovamente al Giro d'Italia ma nuovamente non ottenne piazzamenti, come anche al Tour de France. Chiuse la stagione con il successo nella classifica finale della Route du Sud, per quello che sarà anche il suo ultimo successo in carriera.
Nel 1995 fu sedicesimo nella classifica generale del Tour de France, un'edizione che vide la morte dell'italiano Fabio Casartelli, suo compagno di squadra nell'americana Motorola Cycling Team. In quella stagione fu anche ottavo nella classifica generale del Critérium du Dauphiné Libéré e nono nella Vuelta a Burgos. Saranno questi, oltre a un quinto posto nei campionati nazionali a cronometro nel 1997, gli ultimi suoi risultati di rilievo.
Dopo aver cessato l'attività di ciclista, si rimise a studiare diventando medico ed entrando, in questa nuova veste, nello staff della nazionale colombiana di ciclismo.

## Palmarès
- 1986 (dilettanti)

Classifica generale Clásica Carmen de Viboral
- 1987 (dilettanti)

7ª tappa Clásico RCN (Ibagué > Bogotà)
- 1988 (dilettanti)

Clásica 75 años Municipio de Bello
Classifica generale Vuelta a la Juventude - Colombia
Classifica generale Clásico RCN
Prologo Vuelta a Colombia (Medellin > Pueblito Paisa)
6ª tappa Vuelta a Colombia (Yumbo > Buga)
- 1989 (Postobón, tre vittorie)

6ª tappa Clásico RCN (Girardot > Bogotà)
8ª tappa Clásico RCN (Villa de Leyva > Tunja)
Classifica generale Clásico RCN
- 1990 (Postobón, una vittoria)

6ª tappa Critérium du Dauphiné Libéré (Annecy, cronometro)
- 1991 (Postobón, due vittorie)

2ª tappa Vuelta a Galicia (Orense > Alto de Aloia)
Classifica generale Vuelta a Galicia
- 1992 (Postobón, tre vittorie)

Classifica generale Vuelta Ciclista a Murcia
Prologo Clásico RCN (Medellín, cronometro)
3ª tappa Triple Sanyo Contra Reloj
- 1993 (Motorola, una vittoria)

Classifica generale Volta Ciclista a Catalunya
- 1994 (Motorola, una vittoria)

Classifica generale Route du Sud

### Altri successi
- 1987 (dilettanti)

Classifica giovani Clásico RCN
- 1988 (dilettanti)

Classifica giovani Vuelta a Colombia
- 1990 (Postobón)

Classifica giovani Critérium du Dauphiné Libéré
- 1991 (Postobón)

Classifica giovani Tour de France
Classifica generale Vuelta a Antioquia
Classifica generale Clasica de Itagui
- 1992 (Postobón)

Classifica generale Clasica del Quindio

## Piazzamenti

### Grandi Giri
- Giro d'Italia

1993: 30º
1994: 39º
- Tour de France

1990: 48º
1991: 19º
1992: ritirato (14ª tappa)
1993: 4º
1994: 31º
1995: 16º
- Vuelta a España

1990: 17º
1991: 22º
1992: 29º
1995: ritirato (5ª tappa)

### Classiche monumento
- Milano-Sanremo

1992: 54º
- Liegi-Bastogne-Liegi

1994: 42º
1995: 58º

### Competizioni mondiali
- Campionati del mondo

Chambéry 1989 - In linea: ritirato
Stoccarda 1991 - In linea: 4º
Benidorm 1992 - In linea: 32º
Oslo 1993 - In linea: ritirato
Agrigento 1994 - In linea: ritirato